# Erbario di Ulisse Aldrovandi

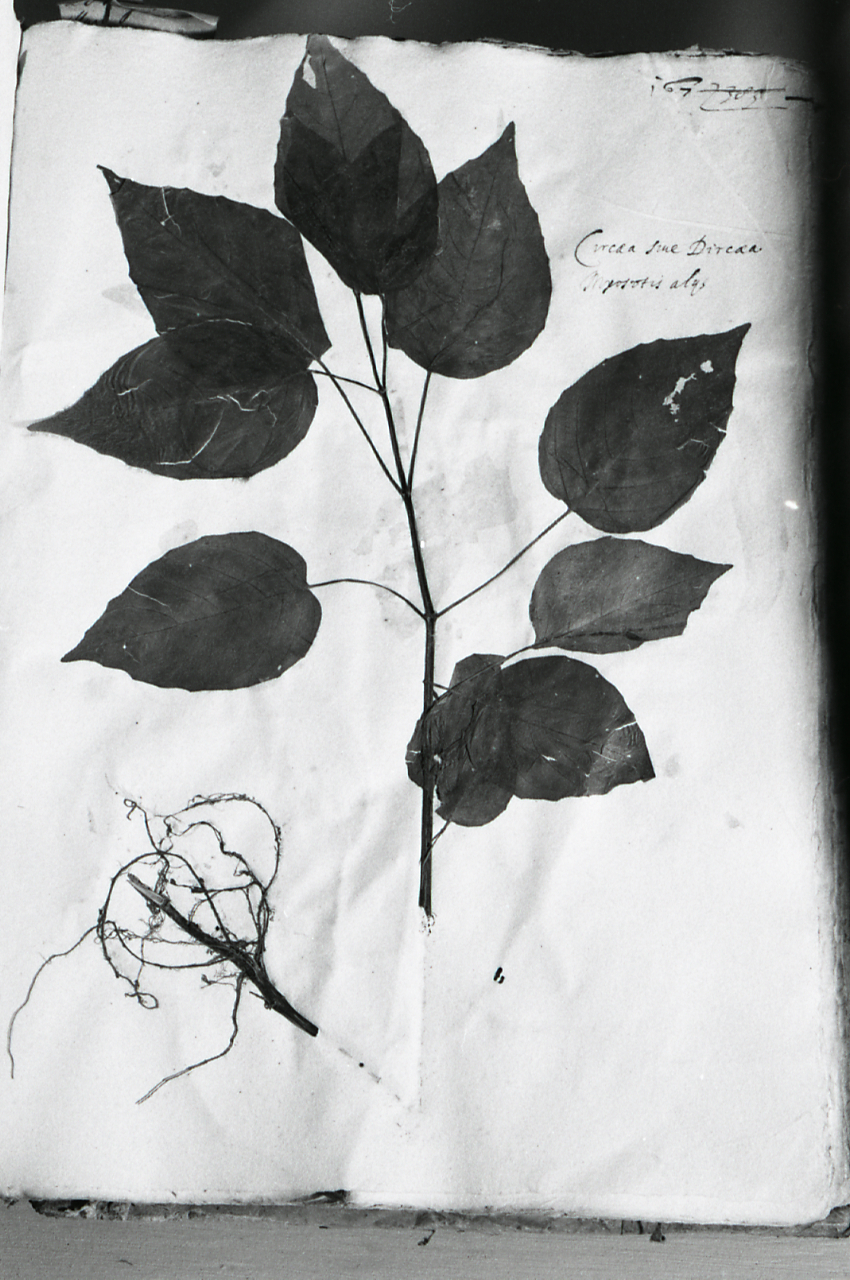
Una pagina dell'Erbario di Ulisse Aldrovandi

L'erbario di Ulisse Aldrovandi è una delle collezioni conservate all'interno dell'Erbario dell'Università di Bologna.

## Storia
L'erbario di Ulisse Aldrovandi, molto probabilmente iniziato nel 1551, è uno dei più antichi oggi esistenti. Vero e proprio "monumento alla Botanica" è composto da 15 volumi rilegati e da più di 5000 campioni. Questa raccolta faceva parte del Museo di Storia Naturale - il primo in Europa - fondato da Aldrovandi a Bologna nel 1550.
L'interesse del naturalista felsineo lo portò a riproporre al Senato di Bologna la proposta già presentata in passato da Luca Ghini: l'istituzione di un Orto Botanico cittadino. La proposta fu accolta e nel 1568 il progetto fu compiuto.
Alle piante raccolte dall'Aldrovandi si aggiunsero campioni donati da altri studiosi.
Ogni volume dell'erbario aldrovandiano comprende diverse centinaia di fogli sui quali sono incollate le piante; sembra che la colla utilizzata dal naturalista fosse di sua invenzione.
Sui fogli compare solamente il nome attribuito alla pianta da Aldrovandi; è rarissimo che venga indicato anche il luogo di provenienza o il nome del raccoglitore, cosa che ne limita assai il valore.
A differenza di quanto è stato notato per altri antichi erbari, innanzitutto per quello di Andrea Cesalpino, la distribuzione delle piante nell'erbario non sembra seguire alcun criterio se non, almeno nei primi volumi, quello alfabetico.
Il maggior valore della raccolta è dato quindi dal gran numero di piante che lo compongono, dalla sua antichità e dalla cura con cui è stato allestito.
La grafia sulle pagine dell'erbario non è di Aldrovandi ma del suo segretario.